# Arcidiecéze Ottawa-Cornwall
Arcidiecéze Ottawa-Cornwall (latinsky Archidioecesis Ottaviensis-Cornubiensis) je římskokatolická metropolitní arcidiecéze na území kanadské provincie Ottawa se sídlem v Ottawě, kde se nachází katedrála P. Marie. Konkatedrála Narození P. Marie je v Cornwallu. Arcidiecéze tvoří součást kanadské církevní oblasti Quebec. Současným quebeckým arcibiskupem je Marcel Damphousse.

## Církevní provincie
Jde o metropolitní arcidiecézi, jíž jsou podřízena tato sufragánní biskupství:
- Diecéze Hearst-Moosonee,
- Diecéze Pembroke,
- Diecéze Timmins.

## Stručná historie
Biskupství vzniklo v roce 1847 jako biskupství v Bytownu; od roku 1860 se nazývalo biskupství ottawské a roku 1886 bylo povýšeno na arcibiskupství. V roce 2020 byly plně sloučeny arcidiecéze ottawská a diecéze Alexandria-Cornwall, které byly již od roku 2018 sloučeny in persona episcopi. 